# Mari Carmen Gallastegi
María del Carmen Gallastegi Zulaica (Vergara, Guipúzcoa, 1945) es una economista y profesora universitaria española.
Fue catedrática de Teoría Económica de la Universidad del País Vasco. Es experta en economía bancaria y política económica.
Entre febrero y octubre de 1991 fue Consejera de Economía y Planificación del Gobierno Vasco. Fue reconocida con el Premio Nacional de Medio Ambiente y por el Colegio Vasco de Economistas. También recibió el premio Eusko Ikaskuntza-Sociedad de Estudios Vascos.

## Biografía y trayectoria
Se licenció en Ciencias Económicas y Empresariales en la Universidad de Valladolid. Posteriormente obtuvo un máster (MSc) en economía en la Escuela de Economía de Londres (LSE). Se doctoró (PhD) en economía en la Universidad Brown (Estados Unidos).
Entre 2001 y 2002 realizó una estancia de investigación en la Universidad de Oxford como «basque visiting fellow». Se convirtió en Catedrática de Teoría Económica, profesora de Análisis Económico y en directora de la Unidad de Economía Ambiental del Instituto de Economía Pública de la Universidad del País Vasco UPV/EHU.
De febrero a octubre de 1991, fue Consejera de Economía y Planificación del Gobierno Vasco, en representación de Eusko Alkartasuna (EA), en el gobierno del presidente José Antonio Ardanza. Fue precedida por Luis María Atienza y sucedida por Jon Larrinaga.
De 2007 a 2009, fue Presidenta de la primera junta directiva de la fundación Ikerbasque, creada por el Gobierno Vasco en 2007 para atraer investigadores con una trayectoria en el sistema científico vasco.
Ha publicado varios artículos, dos libros y colaboradora en varias obras colectivas.

## Reconocimientos
En 2005, obtuvo el Premio Nacional “Lucas Mallada" de Economía y Medio Ambiente. Al año siguiente, recibió el Premio Euskadi de Investigación. En 2013, fue reconocida con el premio de Humanidades, Cultura, Artes y Ciencias Sociales de Eusko Ikaskuntza - Euskadi Kutxa. Un par de años después, en 2015, fue reconocida con el Premio Economista del Colegio Vasco de Economistas por su trayectoria.